# Реберг, Карл-Зигберт
Карл-Зигберт Реберг (нем. Karl-Siegbert Rehberg, 2 апреля 1943, Ахен) — немецкий социолог.

## Биография
Учился социологии и политическим наукам в Кёльне и Ахене. Защитил диссертацию под руководством Арнольда Гелена (1973). Преподавал в Рейнско-Вестфальском техническом университете (1982—1986), в университетах Гёттингена (1989—1990), Лейпцига (1992), Дрездена (1994—1997), декан философского факультета Дрезденского технического университета.

## Научные интересы
Философская антропология, социология культуры, политическая социология, история социальных наук.

## Организационная и преподавательская деятельность
Один из деятельных организаторов широкого сотрудничества немецких социологов с социологами Франции и Италии.
Преподавал в Практической школе высших исследований в Париже (2000, 2003), в университете Тренто. Соиздатель Ежегодника по истории социологии, журналов Sociologia Inernationalis и Geschichte und Gegenwart. Издатель трудов А.Гелена.
В 2002—2006 возглавлял Немецкое социологическое общество.

## Труды
- Norbert Elias und die Menschenwissenschaften: Studien zur Entstehung und Wirkungsgeschichte seines Werkes (1996)
- Kunst im Kulturkampf: zur Kritik der deutschen Museumskultur (2005, в соавторстве с Ш.Мёбиусом)
- Mobilität — Raum — Kultur Erfahrungswandel vom Mittelalter bis zur Gegenwart (2005)

## Признание
Премия Фридриха-Вильгельма Рейнско-Вестфальского технического университета (1992)